# Routes E4x
Pour un article plus général, voir Route européenne.
 (novembre 2024).
Si vous disposez d'ouvrages ou d'articles de référence ou si vous connaissez des sites web de qualité traitant du thème abordé ici, merci de compléter l'article en donnant les références utiles à sa vérifiabilité et en les liant à la section « Notes et références ».
Routes européennes de type 4x[pas clair].

## Routes de classe A
| Routes E | Am.(*) | Trajet                                                        | Itinéraire elbruz.org | Article(s) Wikipedia | Autres liens |
| -------- | ------ | ------------------------------------------------------------- | --------------------- | -------------------- | ------------ |
| E 40     | (*)    | Calais (F) - Rostov-sur-le-Don (RUS) - Astrakhan (RUS) - Asie | E40                   | E40                  | -            |
| E 41     | -      | Dortmund (D) - Altdorf (CH)                                   | E41                   | E41                  | -            |
| E 42     | -      | Dunkerque (F) - Aschaffenbourg (D)                            | E42                   | E42                  | -            |
| E 43     | -      | Wurtzbourg (D) - Bellinzone (CH)                              | E43                   | E43                  | -            |
| E 44     | -      | Le Havre (F) - Giessen (D)                                    | E44                   | E44                  | -            |
| E 45     | -      | Karesuando (S) - Gela (I)                                     | E45                   | E45                  | -            |
| E 46     | -      | Cherbourg (F) - Liège (B)                                     | E46                   | E46                  | -            |
| E 47     | -      | Helsingborg (S) - Lübeck (D)                                  | E47                   | E47                  | -            |
| E 48     | -      | Schweinfurt (D) - Prague (CZ)                                 | E48                   | E48                  | -            |
| E 49     | -      | Magdebourg (D) - Vienne (A)                                   | E49                   | E49                  | -            |

(*) Voir ci-dessous dans la section « amendement(s) »

## Routes de classe B
| Routes E | Am.(*) | Trajet                               | Itinéraire elbruz.org | Article(s) Wikipedia | Autres liens |
| -------- | ------ | ------------------------------------ | --------------------- | -------------------- | ------------ |
| E 401    | -      | Saint-Brieuc - Caen (F)              | E401                  | -                    | -            |
| E 402    | -      | Calais - Le Mans (F)                 | E402                  | -                    | -            |
| E 403    | -      | Zeebrugge - Tournai (B)              | E403                  | -                    | -            |
| E 404    | -      | Jabbeke - Zeebrugge (B)              | E404                  | -                    | -            |
| E 411    | -      | Bruxelles (B) - Metz (F)             | E411                  | -                    | -            |
| E 420    | -      | Nivelles (B) - Reims (F)             | E420                  | -                    | -            |
| E 421    | -      | Aix-la-Chapelle (D) - Luxembourg (L) | E421                  | -                    | -            |
| E 422    | -      | Trèves - Sarrebruck (D)              | E422                  | -                    | -            |
| E 429    | -      | Tournai - Halle (B)                  | E429                  | -                    | -            |
| E 441    | -      | Chemnitz - Plauen (D)                | E441                  | -                    | -            |
| E 442    | -      | Karlovy Vary (CZ) - Žilina (SK)      | E442                  | -                    | -            |
| E 451    | -      | Giessen - Mannheim (D)               | E451                  | -                    | -            |
| E 461    | -      | Svitavy (CZ) - Vienne (A)            | E461                  | -                    | -            |
| E 462    | -      | Brno (CZ) - Cracovie (PL)            | E462                  | -                    | -            |
| E 471    | -      | Mukačevo - Lviv (UA)                 | E471                  | -                    | -            |

(*) Voir ci-dessous dans la section « amendement(s) »

## Amendement(s): extension ou modification du réseau
- E 40 : extension Rostov-sur-le-Don - Astrakhan (RUS) - Asie

Suivant amendements à l'accord européen sur les grandes routes de trafic international (doc. TRANS/SC.1/2001/3 du 20/07/2001 et TRANS/SC.1/2002/3 du 09/04/2002)